# العلاقات الأفغانية النمساوية
العلاقات الأفغانية النمساوية هي العلاقات الثنائية التي تجمع بين أفغانستان والنمسا.

## مقارنة بين البلدين
هذه مقارنة عامة ومرجعية للدولتين:
| وجه المقارنة                                              | أفغانستان                    | النمسا                                                    |
| --------------------------------------------------------- | ---------------------------- | --------------------------------------------------------- |
| المساحة (كم2)                                             | 652.23 ألف                   | 83.86 ألف                                                 |
| عدد السكان (نسمة)                                         | 34.94 مليون                  | 8.81 مليون                                                |
| الكثافة السكانية (ن./كم²)                                 | 53.57                        | 105.06                                                    |
| العاصمة                                                   | كابل                         | فيينا                                                     |
| اللغة الرسمية                                             | اللغة البشتوية، اللغة الدرية | اللغة الألمانية، لغة الإشارة النمساوية ‏                   |
| العملة                                                    | أفغاني                       | يورو، شلن نمساوي، رايخ مارك، شلن نمساوي                   |
| الناتج المحلي الإجمالي (بليون دولار)                      | 20.82 مليار                  | 416.60 مليار                                              |
| الناتج المحلي الإجمالي (تعادل القوة الشرائية) بليون دولار | 62.62 مليار                  | 426.99 مليار                                              |
| الناتج المحلي الإجمالي الاسمي للفرد دولار أمريكي          | 594                          | 43.77 ألف                                                 |
| الناتج المحلي الإجمالي للفرد دولار أمريكي                 | 1.93 ألف                     | 47.68 ألف                                                 |
| مؤشر التنمية البشرية                                      | 0.479                        | 0.885                                                     |
| رمز المكالمات الدولي                                      | +93                          | +43                                                       |
| رمز الإنترنت                                              | .af                          | .at                                                       |
| المنطقة الزمنية                                           | ت ع م+04:30                  | توقيت وسط أوروبا، ت ع م+01:00، ت ع م+02:00، أوروبا/فيينا ‏ |

## منظمات دولية مشتركة
يشترك البلدان في عضوية مجموعة من المنظمات الدولية، منها:
| علم المنظمة | اسم المنظمة                               | تاريخ انضمام أفغانستان | تاريخ انضمام النمسا |
| ----------- | ----------------------------------------- | ---------------------- | ------------------- |
|             | وكالة ضمان الاستثمار متعدد الأطراف        | 16 يونيو 2003          | 16 ديسمبر 1997      |
|             | منظمة الشرطة الجنائية الدولية             | ?                      | ?                   |
|             | منظمة حظر الأسلحة الكيميائية              | ?                      | ?                   |
|             | الأمم المتحدة                             | 19 نوفمبر 1946         | 14 ديسمبر 1955      |
|             | مؤسسة التمويل الدولية                     | 23 سبتمبر 1957         | 28 سبتمبر 1956      |
|             | يونسكو                                    | 4 مايو 1948            | 13 أغسطس 1948       |
|             | مؤسسة التنمية الدولية                     | 2 فبراير 1961          | 28 يونيو 1961       |
|             | بنك التنمية الآسيوي                       | 1966                   | 1966                |
|             | البنك الدولي للإنشاء والتعمير             | 14 يوليو 1995          | 27 أغسطس 1948       |
|             | المركز الدولي لتسوية المنازعات الاستشارية | 25 يوليو 1968          | 24 يونيو 1971       |
|             | الاتحاد البريدي العالمي                   | ?                      | ?                   |
|             | الاتحاد الدولي للاتصالات                  | 12 أبريل 1928          | 1866                |

## وصلات خارجية
- موقع وزارة الخارجية الأفغانية
- موقع وزارة الخارجية النمساوية